# كونالبومين

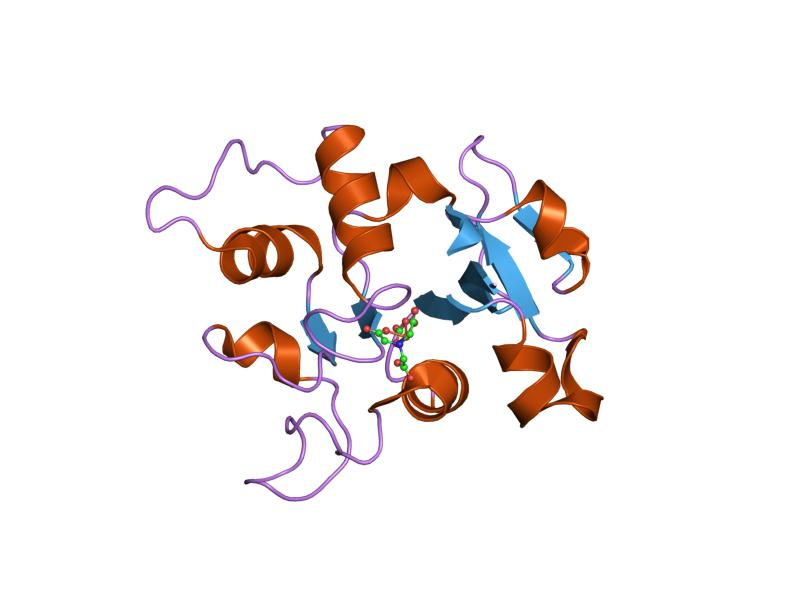

الكونالبومين أو الاوفوترانسفرين(بالإنجليزية: Conalbumin)‏ وهو بروتين زلالي موجود في بياض البيض بخواص مضادة للبكتريا ومضادة للأكسدة ومضادة للالتهابات.

## الوظيفة
يقوم الكونالبومين بعزل الملوثات المعدنية في بياض البيض، وللكونالبومين استخدامات صناعية ودوائية عدة .ويمكن استكماله بالحليب البقري للرضع لتحسين محتوى الحديد والخواص المضادة للبكتريا، وهو واحد من المكونات المكملة للحديد.

## وصلات خارجية
- Conalbumin في المكتبة الوطنية الأمريكية للطب نظام فهرسة المواضيع الطبية (MeSH).

قالب:Albumins